# Linea bianca di Hilton
Nell'anatomia umana la linea bianca di Hilton  detta anche solco intermuscolare (o linea anocutanea o solco intersfinterico) è una linea chiara che separa parte dell'anoderma, si ritrova nel canale anale, si tratta del punto di separazione fra sfintere interno ed esterno. È il punto di passaggio tra l'epitelio pavimentoso poco cheratinizzato (interno) e l'epitelio cheratinizzato identico alla cute (esterno).

## Storia
Il suo nome lo si deve al chirurgo e anatomista inglese John Hilton (1804 - 1878).

## In chirurgia
Molti studiosi parlano della sua importanza come punto di riferimento per interventi chirurgici, ma secondo gli stessi non deve essere individuato tramite la vista ma con il tatto.